# Правильный 4294967295-угольник
Правильный 4294967295-угольник (четы̀ремиллиа̀рдадвѐстидевяно̀сточеты̀ремиллио̀надевятьсо̀тшестьдеся̀тсемьты̀сячдвухсо̀тдевяностопятиуго́льник) — многоугольник с наибольшим нечётным числом сторон среди всех правильных многоугольников, о которых точно известно, что они допускают построение с помощью циркуля и линейки (всего на данный момент это установлено для {\displaystyle 2^{5}-1=31} правильного многоугольника с нечётным числом сторон).
Согласно теореме Гаусса — Ванцеля, правильный {\displaystyle n}-угольник при нечётном {\displaystyle n} можно построить циркулем и линейкой тогда и только тогда, когда {\displaystyle n} — простое число Ферма или же произведение нескольких различных таких чисел. В настоящее время найдены только пять простых чисел Ферма — {\displaystyle 3,\,5,\,17,\,257,\,65537}; поэтому правильный многоугольник с числом сторон {\displaystyle 3\cdot 5\cdot 17\cdot 257\cdot 65537=4294967295=2^{32}-1} построить циркулем и линейкой можно, но вопрос, осуществимо ли это и для какого-то многоугольника с бо́льшим нечётным числом сторон, остаётся открытым.
Правильных многоугольников с чётным числом сторон, допускающих построение циркулем и линейкой, имеется бесконечно много, и число сторон у них может быть сколь угодно большим — поскольку, имея построенным правильный {\displaystyle n}-угольник, по нему всегда возможно построить и правильный {\displaystyle (2n)}-угольник.

## Пропорции

### Углы
Внутренний угол равен
{\displaystyle {\frac {4294967295-2}{4294967295}}\cdot 180^{\circ }\approx 179{,}99999991618^{\circ }}.
Центральный угол равен
{\displaystyle {\frac {360^{\circ }}{4294967295}}\approx 0{,}00000008382^{\circ }}.

### Наглядное представление
Если описать правильный 4294967295-угольник около земного экватора (радиусом {\displaystyle r}), расстояния между соседними вершинами
{\displaystyle a=2r\cdot \mathrm {tg} \,{\frac {180^{\circ }}{4294967295}}}
будут составлять около 9,3 миллиметра.
Если же вписать его в орбиту Земли, то длина его стороны составит около 219 метров.